# Індійська Суперліга
Індійська суперліга (англ. Hero Indian Super League) — професіональна індійська футбольна ліга. Ліга є однією із двох найбільших футбольних ліг Індії, інша I-League. В турнірі бере участь десять франчайзингових команд з усіх куточків Індії. У перших сезонах матчі ліги проходили з жовтня по грудень, чемпіон визначався у фінальній серії. Починаючи з сезону 2017/18 турнір проходить протягом п'яти місяців з листопада по березень.
Індійська суперліга була заснована в 2013 році, з метою стати однією з найкращих в світі і щоб зробити футбол спортом номер один в країні. В перші сезони ліга діяла у форматі Twenty20, який використовується в Індійській прем'єр-лізі крикету і в MLS, коли сезон триває всього два-три місяці, а матчі проводяться кожен день. Однак перед сезоном 2017/18 ліга отримала визнання від АФК, розширилася до десяти команд і розширила графік до п'яти місяців, а матчі почали проводитися переважно у вихідні.
На відміну від більшості футбольних ліг по всьому світу, в Індійській суперлізі не використовується система вибування і підвищення в класі. Замість цього, в ній використовується франчайзингова система, в яку на початку увійшло вісім команд, які були створені для участі в лізі, а перед сезоном 2017/18 було додано ще дві команди.

## Історія

### Підготовка
9 грудня 2010 року Всеіндійська футбольна федерація (AIFF) підписала 15-річний контракт з американськими компаніями Reliance Industries і International Management Group. Угода дала IMG-Reliance ексклюзивні комерційні права на спонсорство, рекламу, трансляції, мерчендайзинг, відео, франчайзинг і права на створення нової футбольної ліги. Ця угода відбулася після того як у AIFF закінчився 10-річний контракт з Zee Sports в жовтні 2010 року.
Перші чутки про створення ліги, з'явилися в ході конфлікту в Індійській футбольній прем'єр-лізі між власниками клубів I-League і AIFF через відсутність зв'язку. IMG-Reliance планували реформування I-League під формат Індійської прем'єр-ліги крикету і американської MLS.
25 квітня 2011 року, була офіційно запущена перша версія Індійської футбольної прем'єр-ліги, коли було оголошено про старт першого сезону Футбольної прем'єр-ліги Бенгалії, запланованого на 2012 рік. Всі шість франшиз повинні були базуватися в Західній Бенгалії. У лізі повинні були виступати топ-гравці, такі як Фабіо Каннаваро, Роббі Фаулер, Ернан Креспо і Робер Пірес. Проте, в лютому 2012 року, було оголошено, що старт ліги буде перенесено на невизначену дату і, в підсумку, офіційно скасована в 2013 році з фінансових причин.
Незважаючи на те, що Футбольна прем'єр-ліга Бенгалії не відбулася, IMG-Reliance затвердив пропозицію іншої ліги, що стартує в 2014 році, але в цей раз, з включенням клубів з усієї Індії. Власники клубів I-League були повністю проти цієї ідеї. Вони сформували організацію, відому як Асоціація індійських професійних футбольних клубів, і заявили, що вони проти того, щоб віддавати своїх гравців в лігу IMG-Reliance і підписання будь-яких гравців вже підписаних IMG-Reliance. Проте, в серпні 2013 року повідомлялося, що IMG-Reliance вже підписали необхідну кількість індійських гравців.
Індійська суперліга була офіційно запущена IMG-Reliance, STAR Sports і AIFF 21 жовтня 2013 року. Також було оголошено, що ліга буде проходити з січня по березень 2014 року. Однак, 29 жовтня 2013 року, було оголошено, що старт сезону буде відкладений до вересня 2014 року. Також у жовтні було оголошено, що колишній гравець «Манчестер Юнайтед» і збірної Франції Луї Саа став першим підписаним «зірковим» гравцем Індійської суперліги.
Спочатку було оголошено, що торги за вісім команд Індійської суперліги будуть завершені до кінця 2013 року, і що в них дуже зацікавлені великі корпорації, команди Індійської прем'єр-ліги, зірки Боллівуду і інші консорціуми. Однак, через реструктуризацію ліги торги було перенесено на 3 березня 2014 року. Приблизно в цей же час з'ясувалося, що аби стати учасником торгів потрібно не тільки відповідати фінансовим вимогам, але і заохочувати плани розвитку футболу в своєму регіоні.
Нарешті, на початку квітня 2014 року, були оголошені переможці аукціону. Обраними містами/штатами стали Ченнаї, Делі, Гоа, Гувахаті, Коччі, Колката, Мумбаї і Пуна. Колишній гравець збірної Індії з крикету Сачин Тендулкар разом з PVP Ventures виграли торги франшизи Коччі. Ще один колишній індійський гравець в крикет Сурав Гангулі разом з групою індійських бізнесменів та представниками іспанського «Атлетіко» виграли торги франшизи з Колкати. Між тим, зірки Боллівуду Джон Абрахам, Ранбір Капур, Салман Кхан виграли торги за франшизи з Гувахаті, Мумбаї і Пуна відповідно. Бангалор і Делі були виграні компаніями, в той час як Гоа виграло партнерство між Videocon і представниками клубів I-League «Демпо» і «Салгаокар».
Першою офіційно зареєстрованою командою 7 травня 2014 року стала «Атлетіко Колката». 7 липня 2014 року команда оголосила про підписання тренера, ним став іспанець Антоніо Лопес Абас. На наступний день Колкатою також оголошено перше офіційне підписання зіркового гравця в лізі, переможця Ліги чемпіонів Луїса Гарсії. Кілька днів тому, 16 липня, «Норт-Іст Юнайтед» був підписаний другий «зірковий» гравець, чемпіон світу 2010 року Жоан Капдевіла.

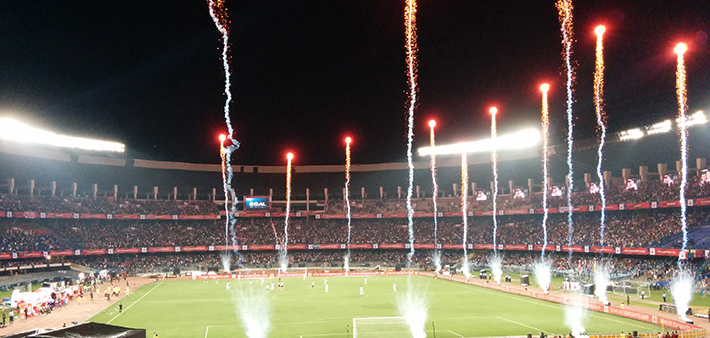
Церемонія відкриття першого сезону Суперліги на стадіоні «Солт-Лейк-Стедіум». 12 жовтня 2014 року.

22 липня 2014 року Індійська суперліга провела свій перший драфт для індійських гравців. Доступними для драфту стали відомі гравці збірної Індії Субрата Пал, Саєд Рахім Набі і Мехтаб Хоссейн. Пізніше повідомлялося, що в цілому на драфті було витрачено 24 крор.
Третім «зоряним» гравцем став колишній нападник «Ювентуса» і чемпіон світу 1998 року Давід Трезеге, підписаний 30 липня 2014 року клубом «Пуне Сіті».
14 серпня 2014 року було оголошено, що франшиза з Бангалора буде розпущена до початку сезону. Команда була швидко замінена, вже 21 серпня було оголошено, що в лігу буде заявлена команда з Ченнаї. Вісім днів потому «Делі Дайнамос» повідомив про підписання контракту з Алессандро дель П'єро.

### 2014—2016
Дебютний сезон розпочався 12 жовтня 2014 року, коли «Атлетіко» (Колката) переміг «Мумбаї Сіті» (3:0). Перший гол в історії турніру забив ефіопець Фікру Теферра.
Першими вісьмома зірковими гравцями стали Луїс Гарсія, Елано, Алессандро Дель П'єро, Робер Пірес, Девід Джеймс, Фредрік Юнгберг, Жоан Капдевіла та Давід Трезеге. Фінальний матч відбувся 20 грудня 2014 року, в якому «Атлетіко» (Колката) здобуло перемогу над клубом «Керала Бластерс» (1:0), вигравши перший титул.

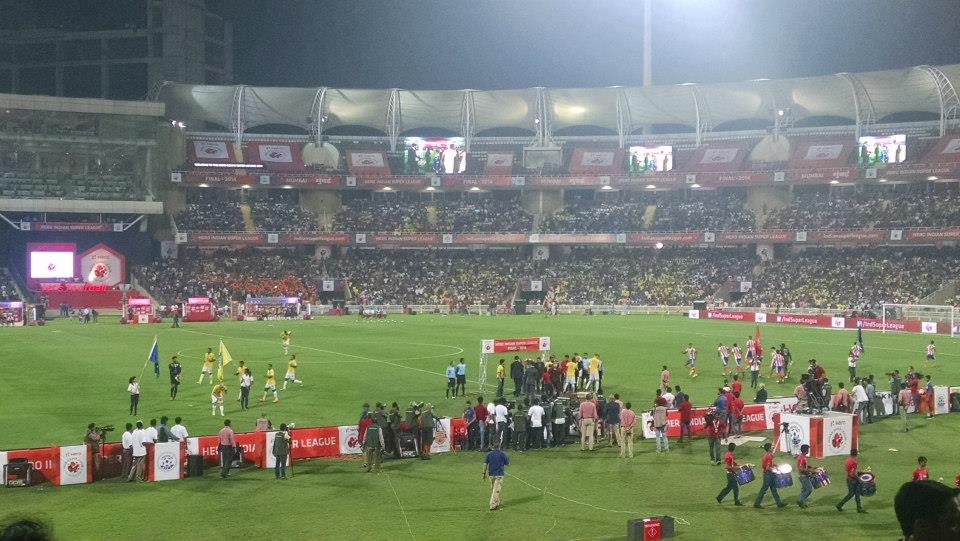
Фінальний матч Суперліги сезону 2014 року. 20 грудня 2014 року.

У перші три сезони Суперліги Індії ліга діяла без офіційного визнання керівничого органу з футболу в Азії, Азійської футбольної конфедерації (АФК) та ФІФА, світового керівного органу. У жовтні 2014 року Генеральний секретар ФІФА Жером Вальке заявив, що світовий керівний орган визнав Суперлігу як турнір, а не лігу. Офіційною футбольною лігою в Індії залишалася I-Ліга. Без визнання з боку АФК, представники Суперліги також не могли брати участь у азійських клубних змаганнях, Лізі чемпіонів АФК або Кубку АФК.
Під час перших трьох сезонів Суперліги Індії відвідування в лізі перевершили відвідуваність головного чемпіонату країни І-Ліги. Телевізійні рейтинги були також сильними для ліги. Проте, незважаючи на загальний успіх на полі, Суперліга звернула критику в інші області. Через необхідність розміщення Суперліги в календарі індійського футболу, сезон I-Ліги скоротився і став проходити не з жовтня по травень, як раніше, а лише з січня по травень. Індійські гравці грали як у команді Суперліги, так і у клубі I-Ліги, тоді як I-Ліга продовжувала страждати від нестачі популярності в порівнянні з Суперлігою. Головний тренер збірної Індії англієць Стівен Косантін закликав як ISL, так і I-Лігу, щоб обидва турніри грилися одночасно або злились в єдиний турнір.
18 травня 2016 року IMG-Reliance разом з представниками AIFF та I-Ліги зустрілися під час зустрічі в Мумбаї. Під час зустрічі було запропоновано, що починаючи з сезону 2017/18 років, Суперліга Індії стане найвищою футбольною лігою в Індії, тоді як I-Ліга буде реформована в Першу лігу, і стане другим дивізіоном країни. Суперліга також розширюється двома командами і продовжує діяти без просування та виходу, але проходить протягом 5-7 місяців, замість 2-3. Ідея не була підтримана представниками I-Ліги.

### Сезон 2017/18
У червні 2017 року IMG-Reliance, представники AIFF, I-Ліги та АФК зустрілися в Куала-Лумпурі щоб знайти новий шлях розвитку для індійського футболу. АФК виступила проти надання Суперлізі статусу головної ліги в Індії, тоді як клуби I-Ліги «Іст Бенгал» і «Мохун Баган» хотіли повне злиття ISL та I-Ліги. Через пару тижнів AIFF запропонував, щоб Суперліга та І-Ліга проходили одночасно на короткотерміновій основі, при цьому переможець I-Ліги отримає право зіграти у Лізі чемпіонів АФК, а чемпіон Суперліги — у Кубку АФК. Пропозиція AIFF була офіційно схвалена АФК 25 липня 2017 року, а Суперліга замінила національний Кубок Федерації. Було також заявлено, що ліга тепер буде працювати протягом п'яти місяців, починаючи з сезону 2017-18, і ліга буде розширюватися до 10 команд.
За місяць до цього, 11 травня 2017 року, організатори Суперліги почали приймати заявки на отримання 2-3 нових франшиз на сезон 2017/18. Заявки стосувались десяти міст: Ахмедабад, Бенгалуру, Каттак, Дургапур, Хайдарабад, Джамшедпур, Колката, Ранчі, Силігурі та Тируванантапурам. Через місяць, 12 червня, було оголошено, що клуб I-Ліги «Бенгалуру» з однойменного міста, а також новостворений клуб «Джамшедпур» виграли заявки і розширили кількість учасників Суперліги до 10 клубів.
22 вересня 2017 року Суперліга оголосила офіційно, що вона буде розширить довжину сезону на два місяці, таким чином, ліга триватиме п'ять місяців, а не три. Також змінився календар матчів, які почали проводитись не щоденно, як раніше, а з середи до неділі.

## Формат змагань
З сезону 2017/18 років Суперліга Індії проходить з листопада по березень. До того регулярний сезон Індійської суперліги тривав з жовтня по листопад, ігри фінальної серії проходили у грудні. Протягом регулярного сезону кожна команда грає один з одним двічі (вдома та на виїзді). Команди, що посідають перші чотири місця за підсумками регулярного сезону виходили в плей-оф, де команда, яка зайняла перше місце, грає проти четвертої, тоді як друга команда зустрічається з третьою. Переможці півфіналів визначаються за сумою двох матчів (вдома і на виїзді), у фіналі команди грають одну гру.
Кожна команда повинна підписати, принаймні, одного зіркового гравця, а також сім інших іноземців. З цих семи іноземців тільки два можуть бути підписані безпосередньо від клубу, інші п'ять повинні бути вибрані на драфті. Кожна команда повинна також мати 14 індійських гравців, четверо з яких мають бути уродженцями міста, який представляє команда.

## Команди
В даний час Індійська суперліга складається з десяти команд з дев'яти різних штатів в Індії. На відміну від багатьох інших футбольних ліг, Суперліга не використовує просування та пониження, але використовує розширення шляхом додавання нових клубів.
У сезоні 2016 року кожна команда може заявити не більше двадцяти п'яти гравців у складі та мінімум двадцять два. Максимум одинадцять гравців можуть бути іноземними, мінімум — до восьми у команді. Кожна команда також мала підписати принаймні одного зіркового гравця, який повинен був бути схвалений лігою. Решта гравців повинна бути індійськими гравцями, два з яких повинні бути молодіжними гравцями до 23 років.

## Висвітлення у ЗМІ та спонсорство
На 18 липня 2014 року було оголошено, що Hero MotoCorp підписала трирічні угоди, ставши титульним спонсором Індійської суперліги. Таким чином чемпіонат отримав назву Індійська суперліга Hero.
23 липня 2017 року було оголошено, що Hero MotoCorp продовжить свою угоду як титульного спонсора Суперліги Індії ще на три роки. Компанія витратить 25 мільйонів доларів на лігу протягом цих трьох років.
Трансляції матчів охоплюють більше восьми спортивних каналів на п'яти мовах: Star Sports 2 (англійський), Star Sports 3 (хінді), Star Sports HD 2 (англійський), Gold Star (хінді), Star Utsav (хінді), Asianet Movies (малаялам), Jalsha Movies (бенгальська) і Suvarna Plus (каннада). Крім того, потокове відео доступно www.starsports.com. Перший матч Суперліги Індії між «Атлетико» (Колката) та Мумбаї 12 жовтня 2014 року, як повідомляється, залучив телевізійну аудиторію 75 мільйонів людей.

### Міжнародні трансляції
15 вересня 2014 року Fox Sports оголосила, що вони будуть транслювати матчі Індійської суперліги в Австралії, завдяки популярності екс-гравця «Сіднея» Алессандро Дель П'єро.
Eurosport 2 транслює матчі суперліги у Європі, за винятком Великої Британії, в якій цим займається Star TV.

### Ігровий м'яч
30 вересня 2014 року було оголошено, що Puma буде офіційним ігровим м'ячем ліги. Всі матчі будуть зіграні м'ячем Puma evoPower 1.

### Міжнародний фан-парк
10 листопада 2014 року було оголошено, що в Мумбаї буде розміщений Міжнародний фан-парк Barclays. Це стане другою подібною подією, перша було в Йоганнесбурзі. В ході заходу на великому 380-футовому екрані буде транслюватися півфінал суперліги. Це перша велика футбольна подія для вболівальників в Індії.

## Нагороди
Трофей Індійської суперліги був представлений 5 жовтня 2014 року в Мумбаї головою IMG-Reliance Нітою Амбані. Також були представлені нагороди для всіх восьми «зіркових» гравців сезону 2014 року.
Трофей заввишки двадцять шість дюймів з квітами Індійської суперліги був розроблений Frazer and Haws.

## Переможці

### Фінали
| Сезон | Дата      | Переможець           | Рахунок        | Фіналіс           | Стадіон                          | Глядачів | Герой матчу    | Півфіналісти                          |
| ----- | --------- | -------------------- | -------------- | ----------------- | -------------------------------- | -------- | -------------- | ------------------------------------- |
| 2014  | 20 грудня | «Атлетіко» (Колката) | 1–0            | «Керала Бластерс» | DY Patil Stadium                 | 36,484   | Іен Г'юм       | «Ченнаїн», «Гоа»                      |
| 2015  | 20 грудня | «Ченнаїн»            | 3–2            | «Гоа»             | Фаторда Стедіум                  | 18,477   | Стівен Мендоса | «Атлетіко» (Колката), «Делі Дайнамос» |
| 2016  | 18 грудня | «Атлетіко» (Колката) | 1–1 (4–3 пен.) | «Керала Бластерс» | Стадіон Джавахарлала Неру (Кочі) | 54,146   | Флоран Малуда  | «Делі Дайнамос», «Мумбаї Сіті»        |

### Переможці
| Чемпіонств | Клуб                 | Сезони     |
| ---------- | -------------------- | ---------- |
| 2          | «Атлетіко» (Колката) | 2014, 2016 |
| 1          | «Ченнаїн»            | 2015       |